# Leichtathletik-Weltmeisterschaften der Behinderten 1994/Teilnehmer (Island)
| stlisierte Goldmedaille | stlisierte Silbermedaille | stlisierte Bronzemedaille |
| ----------------------- | ------------------------- | ------------------------- |
| 3                       | —                         | —                         |

Aus Island nahmen zwei Männer an den Leichtathletik-Weltmeisterschaften der Behinderten 1994 teil, von denen einer drei Goldmedaillen errang.

## Ergebnisse

### Männer
| Athleten          | Wettbewerb     | Vorlauf / Vorkampf | Vorlauf / Vorkampf | Halbfinale   | Halbfinale | Finale       | Finale |
| Athleten          | Wettbewerb     | Zeit / Weite       | Rang               | Zeit / Weite | Rang       | Zeit / Weite | Rang   |
| ----------------- | -------------- | ------------------ | ------------------ | ------------ | ---------- | ------------ | ------ |
| Haukur Gunnarsson | 100 m T36      | –                  | –                  | 13,03 s      | 3          | 13,01 s      | 6      |
| Geir Sverrisson   | 100 m T46      | –                  | –                  | 11,46 s      | 1          | 11,32 s      |        |
| Haukur Gunnarsson | 200 m T36      | –                  | –                  | 27,59 s      | 1          | 27,20 s      | 8      |
| Geir Sverrisson   | 200 m T46      | –                  | –                  | –            | –          | 22,46 s      |        |
| Geir Sverrisson   | 400 m T46      | –                  | –                  | 52,10 s      | 1          | 50,02 s      |        |
| Haukur Gunnarsson | Weitsprung F36 | –                  | –                  | –            | –          | 4,88 m       | 6      |